# Salima

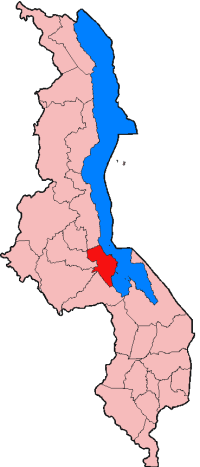
Distriktets placering i Malawi

Salima är ett av Malawis 28 distrikt och ligger i Central Region. Huvudort är Salima.